# 臼井駅
臼井駅（うすいえき）は、かつて福岡県嘉穂郡碓井町（現・嘉麻市）飯田に設置されていた、九州旅客鉄道（JR九州）上山田線の駅である。上山田線の廃止に伴い、1988年（昭和63年）9月1日に廃駅となった。

## 歴史
- 1895年（明治28年）
  - 4月5日：筑豊鉄道により、飯塚駅 - 当駅間開通（上山田線の前身）[1]。
  - 5月5日：旅客営業開始（若松 - 臼井間5往復）。
- 1897年（明治30年）10月1日：九州鉄道（初代）が筑豊鉄道を買収。
- 1907年（明治40年）7月1日：九州鉄道の国有化に伴い、国有鉄道の駅となる[1]。
- 1909年（明治42年）10月12日：若松駅 - 上山田駅間が筑豊本線とされ、同線の駅となる。
- 1929年（昭和4年）12月7日：飯塚駅 - 上山田駅間を上山田線として筑豊本線から分離し、それに伴い当駅も同線の駅となる。
- 1974年（昭和49年）3月5日：貨物の取り扱いを廃止[1]。
- 1984年（昭和59年）2月1日：荷物扱い廃止[1]。
- 1987年（昭和62年）4月1日：国鉄分割民営化により、国鉄からJR九州へ承継される[1]。
- 1988年（昭和63年）9月1日：上山田線の全線廃止に伴い、廃駅となる[1]。

明治礦業平山鉱業所の専用線が接続しており、臼井駅 - 鉱山間の専用線には蒸気機関車の9600形やD51形が同線の運行を担当していた。

## 駅構造
2面3線のホームを有する地上駅で、ホームは単式・島式の混合型となっていた。直営駅であり、木造駅舎を有していた。なお、廃止当時の所在地は嘉穂郡碓井町（現・嘉麻市）であるが、駅開設時の所在地は嘉麻郡碓井村上臼井であった。

## 駅周辺
- 碓井町役場（現在の嘉麻市役所碓井総合支所）
- 碓井町立碓井中学校
- 碓井町立碓井小学校
- 碓井郵便局
- 福岡県道90号穂波嘉穂線

## 現状
駅設備は全て撤去され、痕跡は残っていない。駅跡地は嘉麻市バスの「第二保育所前」停留所付近である。

## 隣の駅
九州旅客鉄道（JR九州）
上山田線
平恒駅 - 臼井駅 - 大隈駅